# Городские населённые пункты Татарстана
В составе Татарстана находится 41 городской населённый пункт, в том числе:
- 24 города, среди которых выделяются:
  - 14 городов республиканского значения (в списке выделены оранжевым цветом), из них в рамках организации местного самоуправления только 2 города образуют отдельные городские округа (Казань и Набережные Челны), остальные — входят в соответствующие муниципальные районы (и, согласно Реестру, в административные);
  - 10 городов районного значения;
- 17 посёлков городского типа.

В таблицах приводятся названия (на русском и татарском языках), муниципальный район или городской округ, в котором он расположен, население, герб.

## Города
| №  | название на русском | название на татарском | муниципальный район / городской округ | население (чел.) | герб |
| -- | ------------------- | --------------------- | ------------------------------------- | ---------------- | ---- |
| 1  | Агрыз               | Әгерҗе                | Агрызский мун.район                   | ↘19 804          |      |
| 2  | Азнакаево           | Азнакай               | Азнакаевский мун.район                | ↘33 905          |      |
| 3  | Альметьевск         | Әлмәт                 | Альметьевский мун.район               | ↘163 747         |      |
| 4  | Арск                | Арча                  | Арский мун.район                      | ↗20 421          |      |
| 5  | Бавлы               | Баулы                 | Бавлинский мун.район                  | ↘21 628          |      |
| 6  | Болгар              | Болгар                | Спасский район мун.район              | ↗8285            |      |
| 7  | Бугульма            | Бөгелмә               | Бугульминский мун.район               | ↘79 545          |      |
| 8  | Буинск              | Буа                   | Буинский мун.район                    | ↘19 968          |      |
| 9  | Елабуга             | Алабуга               | Елабужский мун.район                  | ↗73 759          |      |
| 10 | Заинск              | Зәй                   | Заинский мун.район                    | ↗39 739          |      |
| 11 | Зеленодольск        | Яшел Үзән             | Зеленодольский мун.район              | ↘98 888          |      |
| 12 | Иннополис           | Иннополис             | Верхнеуслонский мун.район             | ↗3955            |      |
| 13 | Казань              | Казан                 | город Казань                          | ↗1 329 825       |      |
| 14 | Кукмор              | Кукмара               | Кукморский мун.район                  | ↗17 886          |      |
| 15 | Лаишево             | Лаеш                  | Лаишевский мун.район                  | ↗9076            |      |
| 16 | Лениногорск         | Лениногорск           | Лениногорский мун.район               | ↘60 993          |      |
| 17 | Мамадыш             | Мамадыш               | Мамадышский мун.район                 | ↘15 726          |      |
| 18 | Менделеевск         | Менделеевск           | Менделеевский мун.район               | ↗22 875          |      |
| 19 | Мензелинск          | Минзәлә               | Мензелинский мун.район                | ↘16 008          |      |
| 20 | Набережные Челны    | Яр Чаллы              | город Набережные Челны                | ↗548 221         |      |
| 21 | Нижнекамск          | Түбән Кама            | Нижнекамский мун.район                | ↗240 842         |      |
| 22 | Нурлат              | Норлат                | Нурлатский мун.район                  | ↗33 990          |      |
| 23 | Тетюши              | Тәтеш                 | Тетюшский мун.район                   | ↘10 535          |      |
| 24 | Чистополь           | Чистай                | Чистопольский мун.район               | ↘58 815          |      |

### Бывшие города
- Свияжск — город преобразован в сельский населённый пункт в 1932 году

## Посёлки городского типа
| №  | название на русском | название на татарском | муниципальный район / городской округ | население (чел.) | герб |
| -- | ------------------- | --------------------- | ------------------------------------- | ---------------- | ---- |
| 1  | Аксубаево           | Аксубай               | Аксубаевский мун.район                | ↘9060            |      |
| 2  | Актюбинский         | Актүбә                | Азнакаевский мун.район                | ↘7678            |      |
| 3  | Алексеевское        | Алексеевское          | Алексеевский мун.район                | ↘11 590          |      |
| 4  | Апастово            | Апас                  | Апастовский мун.район                 | ↘5119            |      |
| 5  | Балтаси             | Балтач                | Балтасинский мун.район                | ↘8180            |      |
| 6  | Богатые Сабы        | Байлар Сабасы         | Сабинский мун.район                   | ↗8828            |      |
| 7  | Васильево           | Васильево             | Зеленодольский мун.район              | ↗17 286          |      |
| 8  | Джалиль             | Җәлил                 | Сармановский мун.район                | ↗13 560          |      |
| 9  | Камские Поляны      | Кама Аланы            | Нижнекамский мун.район                | ↘13 910          |      |
| 10 | Камское Устье       | Кама Тамагы           | Камско-Устьинский мун.район           | ↘4391            |      |
| 11 | Карабаш             | Карабаш               | Бугульминский мун.район               | ↘4704            |      |
| 12 | Куйбышевский Затон  | Куйбышев Затоны       | Камско-Устьинский мун.район           | ↗2457            |      |
| 13 | Нижние Вязовые      | Карамалы Тау          | Зеленодольский мун.район              | ↘7053            |      |
| 14 | Нижняя Мактама      | Түбән Мактама         | Альметьевский мун.район               | ↘9574            |      |
| 15 | Рыбная Слобода      | Балык Бистәсе         | Рыбно-Слободский мун.район            | ↘7590            |      |
| 16 | Тенишево            | Тенеш                 | Камско-Устьинский мун.район           | ↗708             |      |
| 17 | Уруссу              | Урыссу                | Ютазинский мун.район                  | ↘10 520          |      |

### Бывшие пгт
- Агрыз — пгт с 1928 года. Преобразован в город в 1938 году.
- Азнакаево — пгт с 1956 года. Преобразован в город в 1987 году.
- Актаныш — пгт с 1988 года. преобразован в сельский населённый пункт в 1991 году.
- Арск — пгт с 1938 года. Преобразован в город в 2008 году[8].
- Бавлы — пгт с 1950 года. Преобразован в город в 1997 году.
- Бондюжский — пгт с 1928 года. Преобразован в город Менделеевск в 1967 году.
- Дербёшкинский — пгт с 1940 года. Упразднён в 1998 году.
- Заинск — пгт с 1957 года. Объединён с посёлком Новый Зай в город Заинск в 1978 году.
- Зелёная Роща — пгт с 1949 года. Преобразован в сельский населённый пункт в 2004 году.
- Зеленодольск — пгт с 1928 года. Преобразован в город в 1932 году.
- Красная Горка — пгт с 1964 года. Включён в состав города Казань в 1965 году.
- Кукмор — пгт с 1928 года. Преобразован в город в 2017 году.
- Лаишево — пгт с 1950 года. Преобразован в город в 2004 году.
- Лубяны — пгт с 1938 года. Преобразован в сельский населённый пункт в 2004 году.
- Муслюмово — пгт с 1986 года. Преобразован в сельский населённый пункт в 1991 году.
- Нижнекамский — пгт с 1961 года. Преобразован в Нижнекамск город в 1966 году.
- Новая Письмянка — пгт с 1951 года. Преобразован в город Лениногорск в 1955 году.
- Новый Зай — пгт с 1962 года. Объединён с посёлком Заинск в город Заинск в 1978 году.
- Нурлат — пгт с 1938 года. Преобразован в город в 1961 году.
- Русский Акташ — пгт с 1957 года. Преобразован в сельский населённый пункт в 2004 году.
- Шемордан — пгт с 1948 года. Преобразован в сельский населённый пункт в 2004 году.
- Шугурово — пгт с 1950 года. Преобразован в сельский населённый пункт в 2004 году.
- Юдино — пгт с 1928 года. Включён в состав города Казань в 1965 году.